# حشفة البظر

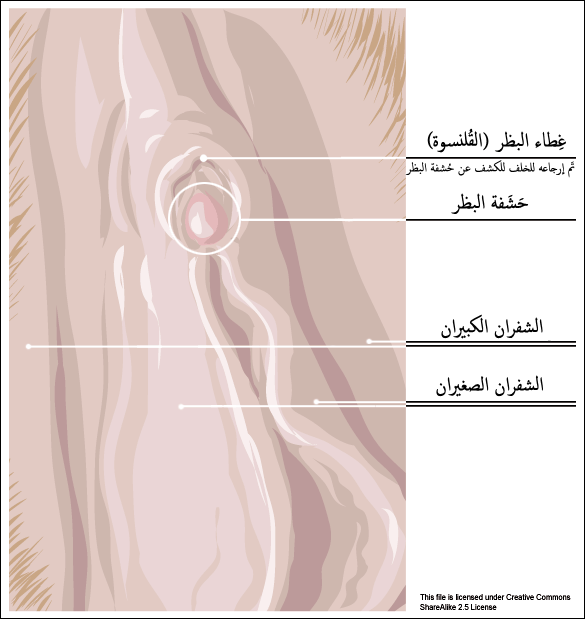
التشريح الخارجي لحشفة البظر

حشفة البظر أو الطِّرْث هي عضو جنسي أنثوي يتواجدُ عندَ الثدييات، النعام وعدد محدود من الحيوانات الأخرى. عند أنثى البشر؛ تقعُ هذه الحشفة قُربَ الشفرين الصغيرين أعلى فتحة مجرى البول. بشكل عام؛ هناك تنادد على مستوى المنطقة التناسلية بين الذكر والأنثى فكما يُقابل المهبل لدى الإناث القضيب لدى الذكور؛ تُنادِدُ حشفة البظر في الأنثى حشفة القضيب عند الرّجل. بالرغم من ذلك؛ فهناك اختلافات جوهرية في البنية والوظيفة وما إلى ذلك. لا تتوفر حشفة البظر على أيّ فتحٍ وبالتالي فهي لا تُستخدم في التبول. جدير بالذكر هنا أنّ البظر لا يلعبُ أي دورٍ أو وظيفةٍ إنجابية؛ لكن وبالرغم من ذلك فهناكَ بعض الحيوانات التي تستعمل البظر وحشفته في التبول أو حتّى خلالَ عملية التناسل مثلَ الضبوع الرقطاء التي تعتمدُ تقريبًا على كاملِ المنطقة التناسلية خلال التبول أو التوالد جنبًا إلى جنبٍ معَ بعضِ الثدييات الأخرى مثل الليمور والسعدان العنكبوتي.
يُعدّ البظر أبرز منطقة مثير للشهوة الجنسية لدى الأنثى ولهذا فهو يلعبُ دورًا غاية في الأهمية خلال عملية الجماع. أظهرَ تشريح هذه المنطقة أنّ البظر هوَ مصدر المتعة خلالَ العلاقات الجنسية. في حقيقة الأمر؛ يعدّ البظر بنية معقدة نوعًا ما وذلك لعدة أسباب بما في ذلك حجم وحساسية المنطقة التي تختلفُ من أنثى لأخرى وبالتالي من الصعب وضعُ قانون جامع وينطوي على كلّ الحالات. بشكل عام؛ فالبظر مُقارِب -من ناحية الحجم- لحبة البازلاء وتشير التقديرات إلى أنه يتوفر على حوالي 8000 عصب حسي وهذا ما يُفسّر حساسيته الزائدة. لطالما شكّلَ البظر وحشفته موضوع نقاش في الأوساط العلمية. كل هذا دفعَ بعُلَماء الجِنس إلى التركيز على منطقة البظر ومحاولة فهمها من خلال إخضاعها للعديدِ من التحليلات والدراسات الاجتماعية البنائية. يُحاول العلماء في مناقشاتهم حول هذه المنطقة المثيرة التركيز على كل المواضيع بما في ذلك تلك التي قد تبدو جانبية مثلَ اللامساواة بين الجنسين، ختان الإناث والنشوة الجنسية وباقي العوامل الفسيولوجية التي قد تُساعد في فهم البظر وفي تفسير بقعة جي بالِغة الأهمية هي الأخرى.
على الرغم من أن الغرض المعروف عند البشر للبظر يتمثل بالأساس في توفير المتعة الجنسية إلا أنّ هناكّ بعضَ المفاهيم الاجتماعية التي غيّرت الكثير حولَ هذه المنطقة هذا فضلا عن اختلاف المعتقدات. تنتشرُ في بعض الدول والثقافات طُرقُ لتكبير وتضخيم البظر، ثقبه أو حتّى استئصاله فيما عتبر ثقافات أخرى أنّ هذه الأمور من المحرمات. بشكل عام؛ تدخل هذه التعديلات ضمنَ ما يُعرفُ باسم فلسفة الجمال. تتأثر كثير المعلومات حول البظر بسببِ التصورات الثقافية لهذا الجهاز. تُشير كثير الدراسات الغربية إلى أنّ معرفة تشريح البظر تبقى معرفة ضئيلة بالمقارنة مع باقِي الأعضاء الجنسية.

## الهيكل

### التطور

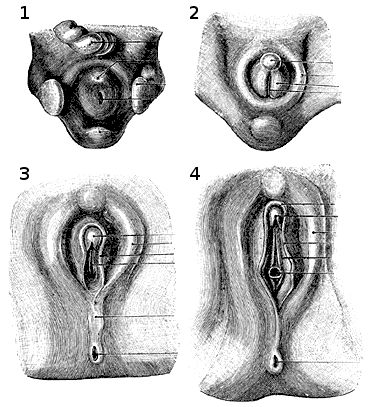
مراحل تطور البظر

يتمُ تحديد التمايز الجنسي على مُستوى الثدييات حسبَ الحيوانات المنوية التي تحمل إما كروموسوم إكس أو كروموسوم واي. هذا الأخير يُحدّدُ الجنس كما يُشفّرُ عامل النسخ ويُساهِمُ في «تشكيل» هرمون التستوستيرون. يبدأُ هذا التمايز بعد حوالي ثمانية أو تسعة أسابيع منَ الحمل لكنّ بعضَ المصادر تُشير إلى أنّ هذا التمَايز لا يبدأ حتى الأسبوع الثاني عشر. بينما ذكر آخَرون أن التمايز يظهر جليًا خلال الأسبوع الثالث عشر في حين يبدأ التَمايز على مستوى الأعضاء الجنسية في الأسبوع السادس عشر حيث تتطوّر هذه الأعضاء لتُنتجَ بظرًا أو قضيبًا وذلكَ اعتمادًا على التعرض للأنندروجين. لهذا فالأنسجة التي تُكوّن البظر هي نفسها تقريبًا تلك التي تُشكّل حشفة القضيب وهذا ما يُفسر التناددد على مستوى هذا الهيكل بين الذكور والإناث.
في حالة ما تعرّضت المنطقة لهرمون التستوستيرون فإنّ الشكل الذي سينجم عنها هو القضيب ومن ثم سيتشكلُ مجرى البول وبعدها كيس الصفن. أمّا في حالة غياب هرمون التستوستيرون فإنّ الأعضاء التناسلية ستُشكل البظر الذي سينمو بشكل تدريجي ثم يتوقف في وقت ما. بعد ذلك يتشكلُ الدهليز الفرجي ثم باقي مكوّنات المهبل من طيات تتحوّلُ إِلى شفرين صغيرين وتورمات ينجمُ عنها ظهور الشفرين الكبيرين ثمّ استكمال باقي الأعضاء التناسلية للإناث.